# Beth Shriever
Bethany Kate "Beth" Shriever, MBE (* 19. April 1999 in Leytonstone, London) ist eine britische Radrennfahrerin und dreimalige Weltmeisterin im BMX-Racing.

## Sportlicher Werdegang
Mit dem BMX-Rennsport begann Shriever im Alter von 9 Jahren. 2016 gewann sie jeweils eine Silbermedaille bei den BMX-Rennsport-Weltmeisterschaften und den Europameisterschaften. Im Januar 2017 wurde sie Juniorenweltmeisterin im BMX-Rennen.
Da der britische Sportverband UK Sport sich nach den Olympischen Sommerspielen 2016 entschied, im BMX-Bereich nur noch die Männer mit Blick auf die Spiele in Tokio finanziell zu fördern, musste Shriever parallel zum Sport in Teilzeit in einer Kinderbetreuung arbeiten. Trotzdem erzielte sie in der Saison 2018 ihren ersten Sieg im UCI-BMX-Supercross-Weltcup. Anfang 2019 startete Shriever ein Crowdfunding, mit dem Erlös konnte sie die kostspieligen Reisen zu Rennen in Übersee antreten, um sich überhaupt für die Olympischen Sommerspiele 2020 in Tokio zu qualifizieren. Dort erzielte sie mit dem Gewinn der Goldmedaille im BMX-Rennen den bisher größten Erfolg ihrer Karriere. Einen Monat nach den Olympischen Spielen wurde sie in Arnhem-Papendal Weltmeisterin.
2022 gewann Shriever in Bogotá das fünfte Weltcup-Rennen der Saison und sicherte sich den Titel der Europameisterin. 2023 wurde sie vor Heimpublikum in Glasgow zum zweiten Mal BMX-Weltmeisterin. Im olympischen BMX-Rennen 2024 gewann sie alle sechs ihrer Läufe auf dem Weg ins Finale, verpatzte dort jedoch den Start und wurde Achte.
Im Juli 2025 gewann Shriever bei den Europameisterschaften in Valmiera, Lettland, die Goldmedaille. Im darauf folgenden Monat errang sie in Kopenhagen bei den UCI-BMX-Weltmeisterschaften 2025 ihren dritten Weltmeistertitel.

## Ehrungen
Nach ihren Erfolgen in der Saison 2021 erhielt Shriever 2022 den Laureus World Sports Awards als "Action-Sportler des Jahres".

## Erfolge
2016
- Weltmeisterschaften (Junioren) – Cruiser
- Europameisterschaften (Junioren) – Zeitfahren

2017
- Weltmeisterin (Junioren) – Race
- Britische Meisterin – Race

2018
- Britische Meisterin – Race
- ein Erfolg UCI-BMX-Supercross-Weltcup

2019
- Britische Meisterin – Race

2021
- Olympische Spiele
- Weltmeisterin – Race

2022
- Europameisterin – Race
- Britische Meisterin
- ein Erfolg UCI-BMX-Race-Weltcup
- Gesamtwertung und fünf Erfolge UEC-Europacup

2023
- Weltmeisterin
- Britische Meisterin
- drei Erfolge UCI-BMX-Race-Weltcup
- zwei Erfolge UEC-Europacup

2025
- Weltmeisterin
- Europameisterin